# کلاه‌برفی
کلاه‌برفی (نام علمی: Microchera albocoronata) گونه‌ای مرغ مگس در تبار «زمردیان» از زیرتیرهٔ مگس‌مرغیان است. این گونه در کاستاریکا، هندوراس، نیکاراگوئه و پاناما یافت می‌شود.
در کاستاریکا، کلاه‌برفی‌ها عمدتاً پس از جفت‌گیری به ارتفاعات پایین‌تر می‌روند، اما تعداد کمی از آنها بالاتر از منطقه زادآوری خود و تا حدود ۱٬۴۰۰ متر (۴٬۶۰۰ فوت) بالاتر می‌روند.

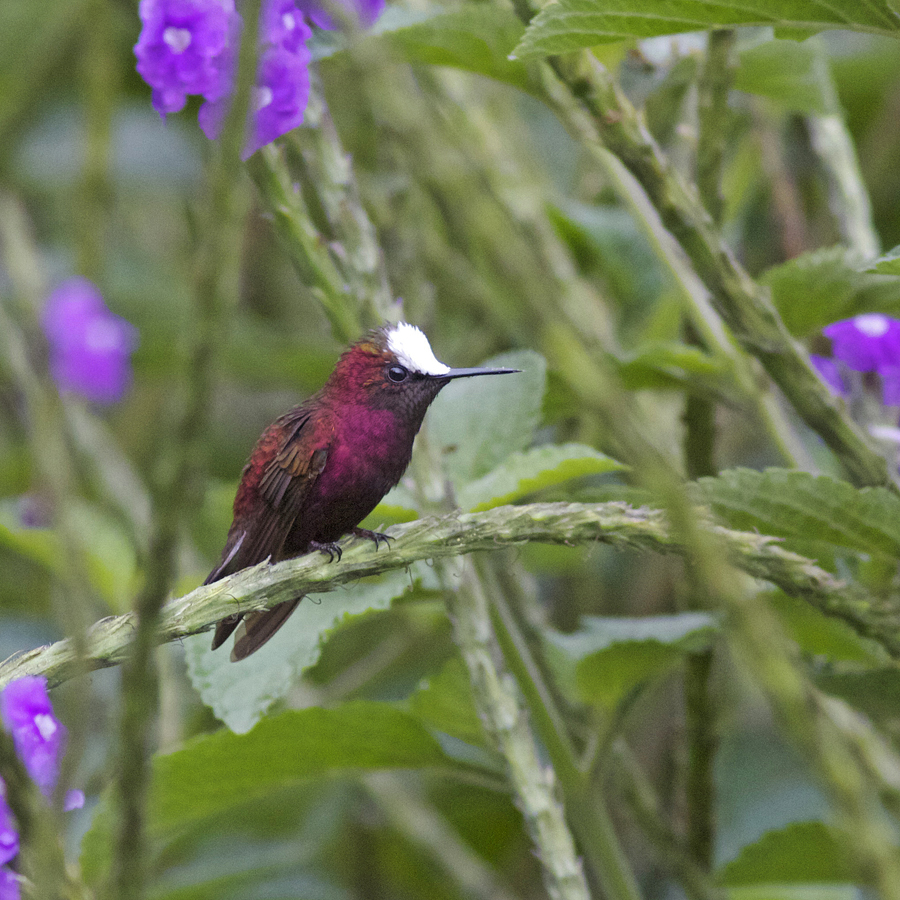
کلاه‌برفی (نر)